# Michał Strawiński
Michał Strawiński herbu Sulima – sędzia ziemski starodubowski w latach 1765-1780, stolnik starodubowski w latach 1750-1765, pisarz grodzki starodubowski w latach 1750-1752.
Poseł na sejm 1754 roku z powiatu starodubowskiego.